# Marquard Schwarz
Marquard J. Schwarz (Saint Louis, Missouri, 30 de juliol de 1887 – 17 de febrer de 1968) va ser un nedador estatunidenc que va competir a principis del segle xx.
El 1904 va prendre part en els Jocs Olímpics de Saint Louis, on va guanyar la medalla de bronze en la prova dels 4x50 iardes relleus lliures, junt a Amedee Reyburn, Gwynne Evans i William Orthwein.
El 1906 va prendre part en els Jocs Intercalats d'Atenes, on disputà els relleus 4x250 metres lliures, on fou quart, i els 100 metres lliures, on fou setè.